# Hašišový olej

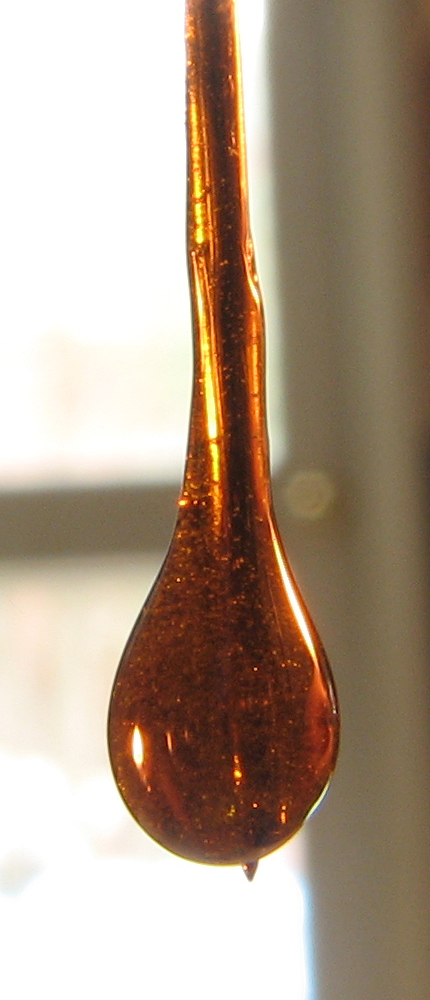
Kapka hašišového oleje

Hašišový olej je extrakt z konopných květů a listů, případně z celé rostliny s výjimkou kořenů, protože neobsahují THC. Olej se extrahuje rozpouštědlem, které se nakonec odpaří. Podle druhu rozpouštědla a dalšího zpracování, vzniknou různé druhy oleje/pryskyřice.

## Druhy hašolejů a jejich výroba

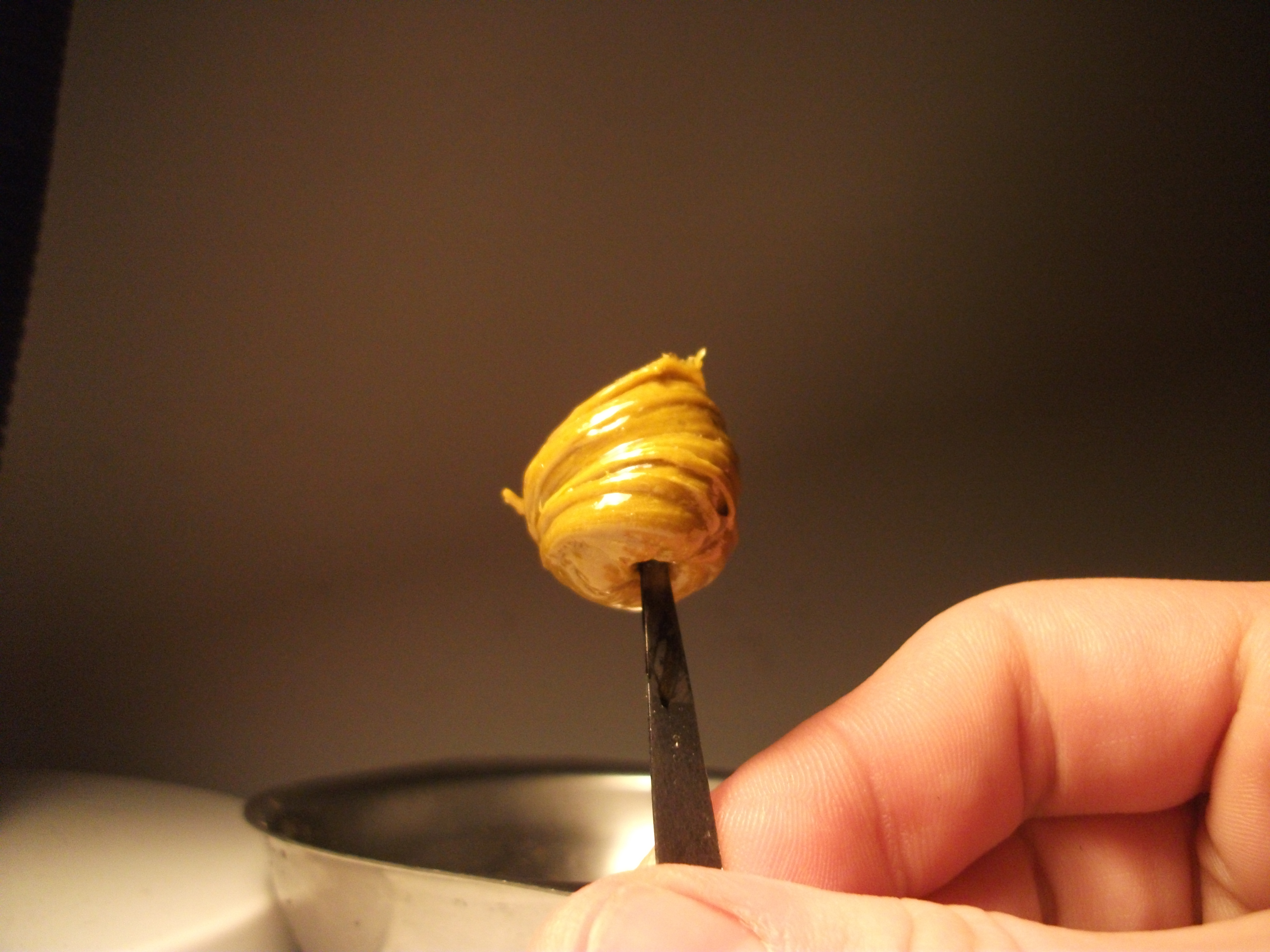
Medový olej

Klasický hašišový olej se extrahuje vysokoprocentním etylalkoholem v destilační aparatuře (odtud asi pochází mýtus, že olej se destiluje).
Aparatura typicky obsahuje první baňku k vaření alkoholu a sběru oleje, extraktor naplněný rostlinnou drtí, nad ní první chladič, koleno 180°, druhý chladič a druhou baňku na sběr recyklovaného alkoholu.
Nejprve se zapne první chladič a ohřev první baňky. Alkohol se vaří, páry kondenzují na prvním chladiči, alkohol stéká do extraktoru, v něm protéká rostlinnou drtí a spolu s extraktem teče zpět do první baňky, kde se alkohol znovu odpařuje. Alkohol takto koluje mezi baňkou, chladičem a extraktorem, přičemž mnohokrát protéká drtí.
Až je extrakce hotova, zapne se druhý a vypne první chladič. Alkoholové páry procházejí až do druhého chladiče, kde kondenzují a recyklovaný alkohol stéká do druhé baňky. V první baňce nakonec zbude olej.
Ten se dá dále čistit: Rozpustí se v alkoholu, smíchá s vodou a petroléterem. Velmi dlouho, nebo opakovaně se protřepává. Nakonec se nechá ustát. Vzniknou tři vrstvy, z nichž horní obsahuje hašišový olej rozpuštěný v petroléteru. Ten se z něj nakonec oddestiluje. Tato operace se dá vícenásobně opakovat.
Přečištěním alkoholového roztoku za použití aktivního uhlí se z hašišového oleje připraví tzv. medový olej.
Fénixovy slzy alias Rick Simpson oil (RSO) se extrahují benzínem. Čistý, lékařský benzín se nechá protékat skrz stlačenou rostlinnou drť. Pak se benzín oddestiluje, nebo vyvaří a zbudou fénixovy slzy. Benzín na rozdíl od alkoholu nerozpouští většinu nežádoucích složek, takže fénixovy slzy se obvykle dále nečistí. Extrakci je ale nutno na konci včas zastavit, protože jakmile dojdou užitečné složky, začne se rozpouštět chlorofyl. K výrobě RSO se též používá nafta nebo isopropylalkohol.
Butane hash oil (BHO) se extrahuje kapalným butanem, nebo propan-butanem (např. plyn do zapalovače). Procedura se dá provádět v tlakové, nebo podchlazené destilační aparatuře, ale i v otevřené nádobě.
Otevřená varianta se provádí buď proléváním, podobně jako u fénixových slz, pokud je materiálu více, typicky třeba listí. Nebo jako louhování čaje, pokud je materiálu málo, např. pár gramů kvalitního skunku. Kapalný plyn se chová podobně jako vroucí voda, takže velmi dobře rozpouští. Teplota varu je ale -10 až pod -20 °C podle druhu plynu a koncentrace extraktu. Materiál se tedy zalije kapalným plynem, za občasného míchání se nechá nějakou dobu volně vařit, pak se "čaj" slije do druhé nádoby. Do první se znovu přidá čistý plyn a takto se proces několikrát opakuje.
Výsledný "čaj" se slévá dohromady a pak nechá vyvařit. Bod varu postupně roste. Až skoro žádný plyn nezbývá, tak se nádobka ohřívá na vodní lázni při teplotě kolem 100 °C. Je důležité se zbavit veškerého butanu, protože ten je zdravotně nebezpečný.
Oproti extrakci benzínem je výhoda, že na fázi intenzívního vaření není potřeba žádný zdroj tepla. Nevýhodou je, že var nejde zastavit. Před procedurou je dobré plyn i všechny nádoby zchladit v mrazáku na -15 až -20 °C, jinak se většina plynu vyvaří ještě v rámci vypouštění z tlakové nádoby. Je-li vše dobře vychlazené, zkapalní i přes 80 % plynu.
Další výhodou je, že butan nerozpouští chlorofyl, takže extrakce může pokračovat libovolně dlouho. Zajímavostí je, že při tomto procesu se nezmění vzhled rostlinného materiálu. "Prázdný" vypadá stejně jako nepoužitý.
Z kvalitního skunku se získá asi 15 % hmotnosti pryskyřice, z listí řádově méně.
CO2 hash oil se extrahuje ve vysokotlaké aparatuře v kapalném, nebo superkritickém oxidu uhličitém. Superkritické kapaliny extrémně dobře rozpouštějí. Kapalná extrakce probíhá při 10-12 °C a 6-7 MPa po dobu cca 6 hodin. Superkritická při 40-45 °C a 23 MPa po dobu cca 4 hodin.
Extrakt má formu žluté, napěněné pasty, kterou je nutné dále čistit, protože obsahuje velké množství nežádoucích složek.
Cukry a tuky se odseparují vymrazováním, chromatograficky a vysokorychlostním odstřeďováním.
Dále se provádí analýza a podle toho se volí vhodné dočišťování, např. flash chromatografie, nebo WFE.
Výsledný produkt může mít údajně 95-99 % THC.
Obvykle se vyrábí a prodává v amerických státech, kde bylo konopí legalizováno.
Ideální do elektronických cigaret: Stačí jen naředit propylenglykolem.

## Bezpečnost práce při vysokých koncentracích hořlavých par

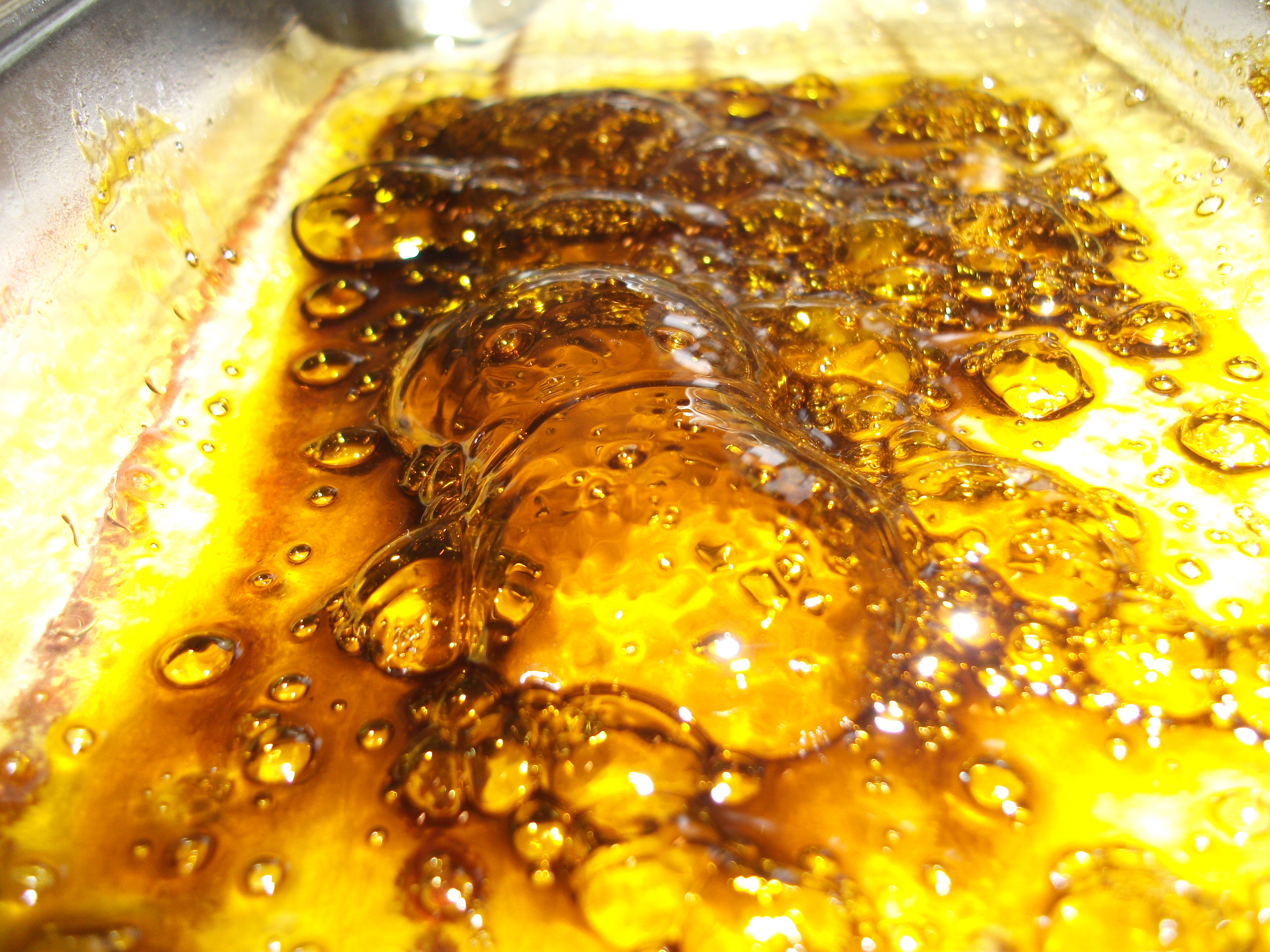
Hašový olej se zbavuje přebytečného butanu, který tvoří bubliny při odpařování rozpouštědla

Vyvařování benzínu, butanu a dalších hořlavých látek může být velmi nebezpečné. Hrozí výbuch a požár.
Samozřejmě žádný otevřený oheň a jiskry. Pozor i na statickou elektřinu. Je-li přítomno více lidí, je vhodné jim sebrat zapalovače, občas se najde někdo, kdo si s ním začne bezděčně pohrávat.
Vyvařování rozpouštědel je vhodné dělat venku, nebo v digestoři (uvnitř laboratorní digestoře, ne pod kuchyňskou "digestoří"), na elektrickém vařiči. Pozor na otevřený oheň a elektrické jiskry. Vařič by raději měl mít elektronickou regulaci, v klasickém termostatu mohou přeskakovat jiskry.
Pokud se proces provádí v místnosti, je potřeba intenzivně aktivně větrat, např. ventilátorem a zabránit průniku do dalších místností. Zvláštní pozornost je třeba věnovat elektrickým zařízením:
- Vypnout všechny elektrické spotřebiče, ve kterých se mohou samovolně zapínat a vypínat nějaké kontakty, například v termostatu (trouba, lednice, boiler, topení), nebo obsahují komutátorový motor (např. mixér, vysavač).
- Žádné spotřebiče nezapínat, ani nevypínat mechanickým vypínačem, nezapojovat, ani nevypojovat ze zásuvky, dokud je v místnosti plyn. Jiskra může přeskočit i při zapojení/vypojení delší "prázdné" prodlužovačky.
- Spotřebiče, které zaručeně nejiskří, mohou po celou dobu běžet, ale není bezpečné je v průběhu práce s plynem či parami zapínat, nebo vypínat mechanickým vypínačem. Musí se zapnout, nebo vypnout předem.
- Riziko představují též spotřebiče s vysokou teplotou (např. halogenové žárovky) a s vysokým proudem, který může způsobit lokální ohřev v místě špatného kontaktu (halogenka na 12 V je tedy v důsledku vyššího proudu při stejném výkonu nebezpečnější, než halogenka na 230 V).
- Spotřebiče, které neobsahují mechanické spínače (včetně relé uvnitř), tedy takové, které necvakají, neobsahují komutátorový motor, ani žhavé části, jsou bezpečné.

Je nutné si uvědomit, že výbuch hořlavých par a plynů je velmi silný. Takto uvolněná energie je několikanásobná oproti stejné hmotnosti klasické výbušniny. Ovšem i malý výbuch představuje vážný problém, protože s velkou pravděpodobností způsobí vystříknutí zbylé kapalné hořlaviny.

## Dekarboxylace
Většina (až 80 %) THC v marihuaně je v kyselé formě, která není psychoaktivní, ani se nehodí pro mnohé léčebné účely. Odstraněním karboxylové skupiny vznikne aktivní delta-9 THC. Nejsnazší je tepelná dekarboxylace, např. 7 minut při 140 °C nebo 120 minut při 100 °C. Delší časy vedou k úbytku THC, z tohoto hlediska je vhodná vyšší teplota a kratší čas. Pro mnoho léčebných užití je ale důležité CBD a další látky, které při vyšších teplotách rychle degradují, nebo se odpaří. Dekarboxylace probíhá i za běžných teplot, takže potence skladované marihuany i jejích produktů postupně roste, maxima dosáhne asi za půl roku.
Pokud se ovšem produkt s THC kouří, dekarboxylace probíhá velmi rychle přímo při doutnání, ale většina THC se spálí, přesto zbude psychoaktivní formy více, než na začátku.

## Náplň do elektronické cigarety
Při výrobě náplně z hašoleje je potřeba se vypořádat s několika základními problémy:
- Vysoká koncentrace aktivních látek. V jedné cigaretě je řádově 1 mg nikotinu, v jednom jointu jsou desítky mg THC. Klasický eLiquid tak má do několika % nikotinu, THC jsou potřeba spíše desítky procent. Taková kapalina se bude v každém případě chovat jinak, než běžné eLiquidy. Některé atomizéry, které se dobře osvědčily s běžnou náplní se mohou ukázat jako nevhodné. Také je nutné vyzkoušet vhodný výkon i způsob sání. Vzhledem k vyšší viskozitě je také možné, že bude potřeba mezi jednotlivými potahy počkat delší dobu, nebo doplnění kapaliny ke spirále pomoct např. krátkým otevřením a zavřením hlavy, nebo jiným způsobem, v závislosti na její konstrukci. Musí se počítat také s výrazně kratší životností atomizéru. Vzhledem k prakticky opačnému poměru ceny náplně a atomizéru, než v nikotinovém případě, to ale není zásadní problém.
- Složky zanášející atomizér. Výchozí surovina obsahuje mnoho různých látek. Přesné složení závisí na okolnostech, od odrůdy a způsobu pěstování, až po použitou extrakční metodu. Nejsnáze zpracovatelný je BHO a RSO. Čištění pryskyřice získané za použití CO2 je naopak nejnáročnější a vyžaduje laboratorní vybavení.
  - Mechanické nečistoty: Odstraní se filtrací roztoku v ředidle (např. izopropylalkohol, petroléter, čistý vysokoprocentní alkohol, lékařský benzín).
  - Bílkoviny: Rozpuštěné bílkoviny se po ohřátí v atomizéru srážejí a velmi rychle jej prakticky nevratně zanesou. Jejich odstranění z kapaliny je ale relativně snadné: Stačí aby v určité části procesu došlo k ohřátí nad teploty blízké 100 °C, kdy se vysráží a později odstraní jako mechanická nečistota.
  - Sacharidy: Při odpařování kapaliny se postupně koncentrují v okolí žhavicí spirály a atomizér zanášejí. Zpočátku je možné nános odstranit, později se začne pálit za vzniku nezdravých a také nerozpustných složek. Pokud nejsou z kapaliny odstraněny, je nutné atomizér při každém doplnění náplně čistit vhodnými rozpouštědly a i přesto je životnost velmi snížena. Rozpustných sacharidů se lze nejsnáze zbavit extrakcí vodou. Nejjednodušší je surovou pryskyřici několik desítek minut rychle míchat ve vroucí vodě na magnetické míchačce, nechat vychladnout, odstát, nebo odstředit a odpadní vodu vylít. Při tomto procesu ale dochází k velkým ztrátám. Ty lze výrazně snížit tak, že se po vychladnutí přidá petroléter a směs se dále míchá. Pak se nechá odstát a využije se vrstva petroléterového roztoku.
  - Tuky: Stejně jako sacharidy také postupně zanášejí okolí topné spirálky. Odstraní se odstředěním, nebo několikadenním odstátím již hotového roztoku v propylenglykolu. Odebraný tuk obsahuje také dost THC, takže je vhodné jej znovu rozředit v horkém PG, oddělit a další získaný roztok přidat k prvnímu.

Vlastní výroba pak obnáší několik kroků:
- Dekarboxylace THC v pryskyřici/oleji
- Čištění a důkladné odpaření ředidel při čištění použitých
- Rozpuštění v propylenglykolu a odstranění tuků
- Přidání glycerinu. Glycerin zvětšuje velikost kapek v mlze, čímž usnadňuje její vznik a až řádově urychluje usazování v plicích. Vzhledem k poměrně vysoké viskozitě roztoku oproti klasické náplni, není vhodné přidávat glycerinu mnoho. U citlivých jedinců navíc může mít nežádoucí účinky: Zvýšení krevního tlaku, otoky nohou, nespavost, bolesti hlavy. Zejména při léčebném využití, kdy je aplikované množství pryskyřice mnohonásobně větší, je nutná opatrnost s použitím glycerinu, či jeho úplné vynechání.

Při používání bude v velmi pravděpodobně docházet ke zvýšenému zanášení atomizéru, proto je potřeba jej pravidelně čistit za použití různých ředidel. Ředidla by měla být netoxická a vysoce těkavá, např. isopropylalkohol, lehké uhlovodíky, aceton a neměla by obsahovat neodpařitelné, toxické, nebo páchnoucí příměsi (technický, nebo palivový benzín, denaturovaný líh). Atomizéry se skleněnými, nebo keramickými vlákny se dají čistit i horkou vodou, ale voda může nevratně zhoršit vlastnosti atomizérů s celulózou (přírodní materiály). Více zanesené atomizéry je nejlépe nechat máčet v ředidle několik dní, ředidlo vyfoukat, dát na několik dní do ředidla dalšího. Jako poslední je vhodný aceton, kvůli vysoké těkavosti a také zdravotní nezávadnosti (jedná se i o produkt lidského metabolismu). Zejména při léčebném použití je tedy vhodné mít atomizérů více, kdy je vždy jeden používán, několik je namočeno v různých ředidlech a poslední vysychá.
Výroba i použití takovýchto náplní vyžaduje určité zkušenosti, takže je potřeba očekávat, že zejména zpočátku bude spotřeba materiálu i atomizérů poněkud vyšší.

## Obsah THC
Obsah THC většiny hašolejů se pohybuje v rozmezí 15-75 % v závislosti na zpracování, kvalitě a množství použitého materiálu. Podle toho, zda byla, nebo nebyla provedena dekarboxylace, může být většina, nebo naopak menšina z toho psychoaktivní.
Co se týče potence v závislosti na barvě, bývá to zde složité: Pokud olej nebyl dekarboxylován za vyšší teploty, tak čím je olej tmavší, tím bývá zpravidla hůř čištěný a tedy nižší kvality. Při dekarboxylaci za vyšší teploty ztmavne vždy, ale psychoaktivita dramaticky vzroste.

## Použití
Hašišový olej se může kouřit ze skleněné dýmky, bongu, ve směsi s tabákem či marihuanou, nakapaný na povrchu jointa i zamíchaný v něm.
Ale kouřit hašišový olej je nejen nezdravé, jako každé kouření, ale i škoda, protože většina THC shoří.
Několikanásobně většího účinku se dosáhne po řízené dekarboxylaci za použití vaporizéru nebo elektronické cigarety. Páru z vaporizéru je ale nutno velmi dlouho zadržovat, nejlépe přes minutu, nebo alespoň 3/4. Usazování páry se urychlí, pokud se před nafouknutím každého pytle přidá kapka propylenglykolu. Ale i tak je dobré ji zadržovat co nejdéle.
Pro léčebné užití se doporučuje konzumace nebo rozmazání dávky oleje na přední zuby, někdy i stříkání lihového roztoku z malého mačkacího rozprašovače na vnitřní stranu tváře.